# Settignano

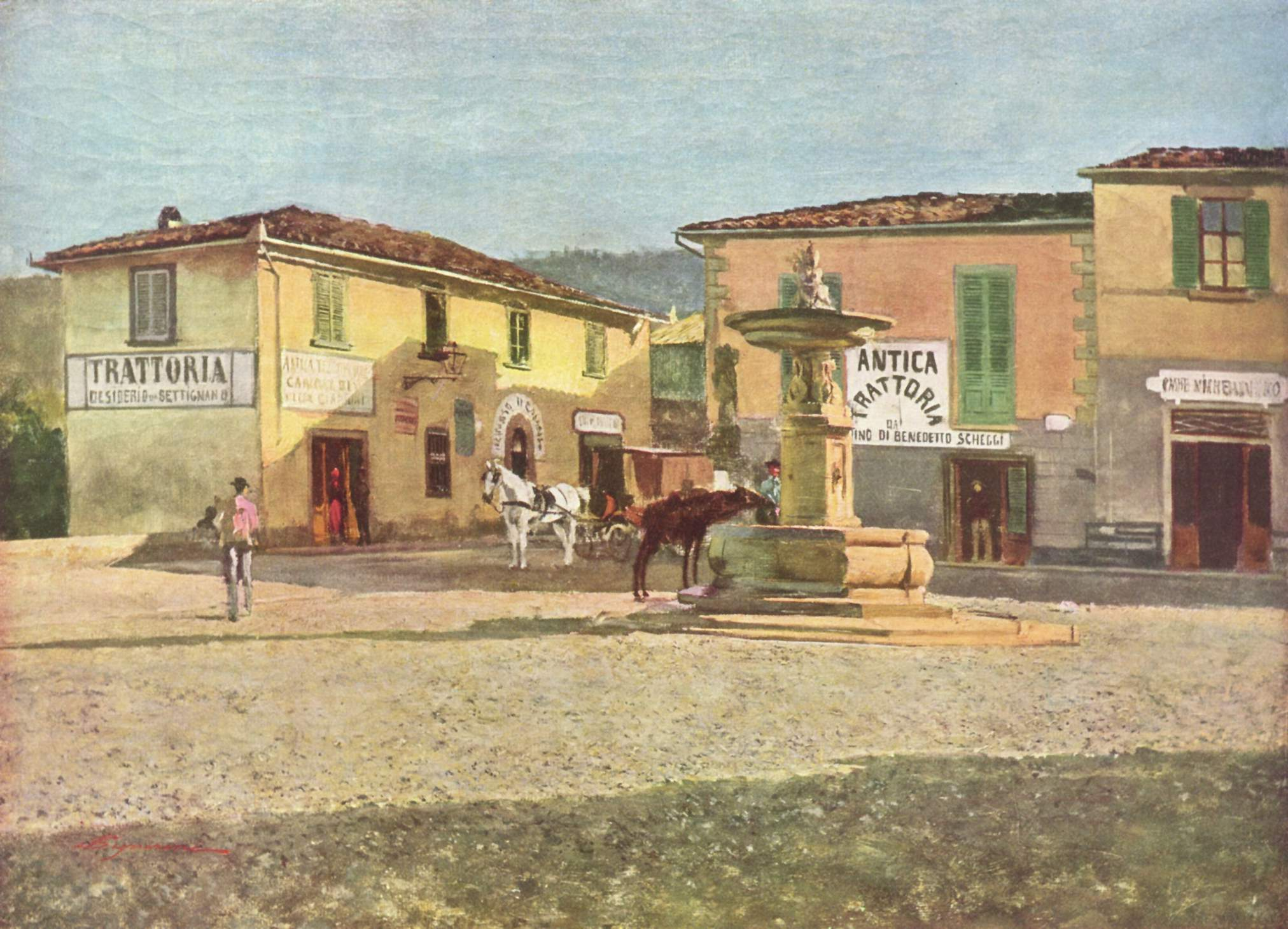
La piazza di Settignano (1880), por Telemaco Signorini.

Settignano es una pintoresca frazione del comune de Florencia situado al nordeste de esta ciudad cerca de Fiesole.
En este pequeño lugar han nacido varios escultores del renacimiento florentino, como Domenico Fancelli, Desiderio da Settignano en 1430, los hermanos Bernardo Rossellino en 1409 y Antonio Rossellino en 1427, Bartolomeo Ammannati en 1511, Luca Fancelli en 1430 y Valerio Cigoli en 1529.

## Historia
El joven Miguel Ángel, fue llevado de niño a una casa llamada hoy Villa Michelangelo para ser criado por una nodriza, mujer e hija de picapedreros, que explotaban una de las canteras de mármol de Settignano. La existencia de estas canteras explica la presencia de muchos escultores en estas tierras.
Settignano fue un lugar elegido por los güelfos florentinos para pasar el verano. Giovanni Boccaccio apreció su frescor, sus viñas y sus plantaciones de olivos, o sea un paisaje típico toscano.
En el año 1898 Gabriele D'Annunzio compró la Villa della Capponcina en los alrededores de Settignano, para estar cerca de su amante la actriz Eleonora Duse, residente en Villa Porziuncola. Cerca también se encuentra la Villa Gamberaia, del siglo XIV, célebre por sus jardines a la italiana, destruida durante la guerra y vuelta a reconstruir fielmente.
Sobre una colina llena de villas, la más célebre es la villa I Tatti, de la que fue propietario Bernard Berenson ( 1865-1959), historiador de arte americano especializado en el renacimiento y coleccionista. La villa Tatti es un Centro de Historia del Renacimiento de la universidad de Harvard.
En la iglesia Santa Maria del siglo XVI, se han encontrado unas bellas cerámicas policromas de la escuela de Luca Della Robbia.
- Datos: Q942605
- Multimedia: Settignano / Q942605